# Синаптический пузырёк
Синаптические пузырьки — это разновидность везикул, которые расположены в нейронах и содержат различные нейромедиаторы, которые периодически выделяются в синапс. Высвобождение нейромедиаторов регулируется электро-зависимым кальциевым каналом. Нейромедиаторы необходимы для передачи потенциала действия между нейронами и постоянно ими производятся.